# Rockland, Thomaston and Camden Street Railway
Die Rockland, Thomaston and Camden Street Railway war ein Straßenbahnbetrieb in Maine (Vereinigte Staaten).
Die Bahngesellschaft wurde am 27. Juni 1891 gegründet. Sie erwarb am 13. Februar 1892 die Thomaston Street Railway, die Camden and Rockport Street Railroad und die Rockland Street Railway mit ihren jeweiligen Konzessionen. Diese drei Gesellschaften waren 1889 unabhängig voneinander gegründet worden, hatten jedoch keine Bahnen gebaut. Am 1. August 1892 wurde die Straßenbahn eröffnet. Das insgesamt 34,07 Kilometer lange Netz bestand aus vier Linien, zwei Überlandlinien von Rockland über Rockport nach Camden sowie von Rockland nach Thomaston und zwei Stadtlinien in Rockland zur Werft der Maine Central Railroad und zu den Rockland Highlands. In Rockland hatte die Bahn von 1905 bis 1918 Anschluss an die Rockland, South Thomaston and Saint George Railway.
Die Bahngesellschaft besaß ab dem 8. Februar 1901 auch die Knox Gas and Electric Company, die Knox County mit Gas und Strom versorgte. Um 1919 wurde, da der Straßenbahnverkehr nur noch einen geringen Anteil an den Einnahmen darstellte, der Name der Bahngesellschaft in Knox County Electric Company geändert. Am 1. April 1931 legte die Gesellschaft die Straßenbahn wegen Unwirtschaftlichkeit still und die Anlagen wurden in der Folge abgebaut und verschrottet.